# توکاتا (فیلم)
توکاتا (به لاتین: Toccata) یک فیلم سیاه‌وسفید به کارگردانی هرمان فان در هورست محصول سال ۱۹۶۹ هلند است.